# Nederlandse Spoorwegen
Nederlandse Spoorwegen (NS) er det største jernbaneselskab i Nederlandene. Det er hundrede procent ejet af den nederlandske stat.
Det har indtil 2025 monopol på persontrafik på det såkaldte hoofdrailnet (hovedjernbanenet), der udgør den vigtigste del af det nederlandske jernbanenet, der er et af de travleste i Europa. NS blev stiftet i 1917 og delte spor med andre selskaber op til 1937. Det har været et statsejet firma siden 1938 med monopolstatus, men blev i 1995 privatiseret. I 2002 mistede NS monopolet på selve skinnerne til ProRail, men fik i stedet det nævnte monopol på persontrafik på hoofdrailnettet. Alle stationer i Nederlandene ejes fortsat af NS.

## Store forandringer med 2007-2009 køreplanen
NS udgav i 2006 en overordnet køreplan for årene 2007-2009 med et relativt stort antal planlagte ændringer. Bl.a. erstattes de tre hidtidige togtyper stoptrein/regionaltog, sneltrein/hurtigtog og intercity gradvist af kun to typer: sprinter/regionaltog og intercity. Også køreplanerne ændres med henblik på at opnå tættere sammenhæng med de internationale forbindelser. De andre selskaber skal ligeledes arbejde sammen for at danne en køreplan for hele det nederlandske banenetværk. 